# Liste der Baudenkmale in Wolfenbüttel-Fümmelse
In der Liste der Baudenkmale in Wolfenbüttel-Fümmelse sind alle Baudenkmale des Ortsteils Fümmelse der niedersächsischen Stadt Wolfenbüttel aufgelistet. Der Stand der Liste ist der 25. Oktober 2021.

## Allgemeines
Fümmelse liegt drei Kilometer westlich der Innenstadt von Wolfenbüttel. Fümmelse wurde bereits im Jahre 1159 als Vimmelse erwähnt. Im 13. Jahrhundert wurde der Ort auch Vimmelhusen oder Vemelhusen genannt. Der Ort entstand aus zwei Siedlungskernen, es war eine Doppelsiedlung. Der östliche Siedlungskern befand sich um die Dorfstraße 5, der westliche um die Untere Dorfstraße 45. Im 14. Jahrhundert kam ein dritter Siedlungskern um die Fümmelser Straße 36 herum hinzu.
Im 15. Jahrhundert wurden die Grundstücke neu geordnet, es bildete sich dadurch ein Haufendorf. Dieses ist bis heute in etwa erhalten geblieben. Im Jahre 1857 brannte der südwestliche Dorfteil ab.

## Legende
In den Spalten befinden sich folgende Informationen:
- Lage: die Adresse des Baudenkmales und die geographischen Koordinaten. Kartenansicht, um Koordinaten zu setzen. In der Kartenansicht sind Baudenkmale ohne Koordinaten mit einem roten Marker dargestellt und können in der Karte gesetzt werden. Baudenkmale ohne Bild sind mit einem blauen Marker gekennzeichnet, Baudenkmale mit Bild mit einem grünen Marker.
- Bezeichnung: Bezeichnung des Baudenkmales
- Beschreibung: die Beschreibung des Baudenkmales. Unter § 3 Abs. 2 NDSchG werden Einzeldenkmale und unter § 3 Abs. 3 NDSchG Gruppen baulicher Anlagen und deren Bestandteile ausgewiesen.
- ID: die Objekt-ID des Baudenkmales
- Bild: ein Bild des Baudenkmales, ggf. zusätzlich mit einem Link zu weiteren Fotos des Baudenkmals im Medienarchiv Wikimedia Commons. Wenn man auf das Kamerasymbol klickt, können Fotos zu Baudenkmalen aus dieser Liste hochgeladen werden:

## Baudenkmale

### Gruppe: Teichmühle Fümmelse
Die Gruppe „Teichmühle Fümmelse“ hat die ID 33863334.

| Lage                                       | Bezeichnung | Beschreibung | ID       | Bild |
| ------------------------------------------ | ----------- | --- | -------- | ---- |
| Am Fümmelsee 7 52° 10′ 3″ N, 10° 30′ 30″ O | Mühle       | Das Wohn- und Wirtschaftsgebäuder der ehemaligen Teichmühle wurde wahrscheinlich im Jahre 1744 erbaut. Ein Vorgängerbau wurde bereits im 17. Jahrhundert abgerissen. Stillgelegt wurde die Mühle im Jahre 1953. | 33892187 | BW   |

### Gruppe: Hofanlage Fümmelser Straße 34
Die Gruppe „Hofanlage Fümmelser Straße 34“ hat die ID 33863314. Die Höfe liegt bei der Kirche und bilden den östlichen Siedlungskern. Der Hof Nr. 28 wurde wahrscheinlich in der zweiten Hälfte des 17. Jahrhunderts erbaut, es könnte somit der älteste Hof des Ortes sein. Die Nr. 36 wurde im Jahre 1750 erwähnt, er gehört zu den größten Höfen des Ortes. Das Wohnhaus des Dorfes wurde um 1800 erbaut. Der Hof Nr. 34 wurde im 19. Jahrhundert aus- und umgebaut. Das Fachwerkhaus des Hofes wurde 1881 errichtet.
| Lage                                            | Bezeichnung              | Beschreibung    | ID       | Bild |
| ----------------------------------------------- | ------------------------ | --------------- | -------- | ---- |
| Fümmelser Straße 28 52° 9′ 45″ N, 10° 29′ 10″ O | Wohn-/Wirtschaftsgebäude |                 | 33892877 | BW   |
| Fümmelser Straße 28 52° 9′ 45″ N, 10° 29′ 10″ O | Stall                    |                 | 33893232 | BW   |
| Fümmelser Straße 28 52° 9′ 45″ N, 10° 29′ 11″ O | Stall                    |                 | 33893587 | BW   |
| Fümmelser Straße 28 52° 9′ 46″ N, 10° 29′ 10″ O | Scheune                  |                 | 33893942 | BW   |
| Fümmelser Straße 34 52° 9′ 46″ N, 10° 29′ 7″ O  | Scheune                  |                 | 33892560 | BW   |
| Fümmelser Straße 34 52° 9′ 47″ N, 10° 29′ 6″ O  | Wohnhaus                 |                 | 33891741 | BW   |
| Fümmelser Straße 34 52° 9′ 47″ N, 10° 29′ 6″ O  | Stallscheune             |                 | 33892537 | BW   |
| Obere Dorfstraße 18 52° 9′ 47″ N, 10° 29′ 4″ O  | Wohnhaus                 |                 | 33892690 | BW   |
| Fümmelser Straße 36 52° 9′ 46″ N, 10° 29′ 3″ O  | Wohnhaus                 |                 | 33892940 | BW   |
| Fümmelser Straße 36 52° 9′ 45″ N, 10° 29′ 2″ O  | Scheune                  |                 | 33894005 | BW   |
| Fümmelser Straße 36 52° 9′ 44″ N, 10° 29′ 3″ O  | Stall                    |                 | 33893650 | BW   |
| Fümmelser Straße 36 52° 9′ 45″ N, 10° 29′ 4″ O  | Stall                    | Östlicher Stall | 33893295 | BW   |

### Gruppe: Hofanlage Fümmelser Straße 42
Die Gruppe „Hofanlage Fümmelser Straße 42“ hat die ID 33863286.

| Lage                                           | Bezeichnung           | Beschreibung | ID       | Bild |
| ---------------------------------------------- | --------------------- | ------------ | -------- | ---- |
| Fümmelser Straße 42 52° 9′ 44″ N, 10° 29′ 2″ O | Wohnhaus              |              | 33892919 | BW   |
| Fümmelser Straße 42 52° 9′ 43″ N, 10° 29′ 1″ O | Scheune               |              | 33893274 | BW   |
| Fümmelser Straße 42 52° 9′ 43″ N, 10° 29′ 2″ O | Stall/Scheunengebäude |              | 33893629 | BW   |

### Gruppe: Hofanlage Fümmelser Straße 31
Die Gruppe „Hofanlage Fümmelser Straße 31“ hat die ID 33863270.

| Lage                                            | Bezeichnung | Beschreibung | ID       | Bild |
| ----------------------------------------------- | ----------- | --- | -------- | ---- |
| Fümmelser Straße 31 52° 9′ 44″ N, 10° 29′ 12″ O | Wohnhaus    | Der Hof besteht aus einem Wohnhaus aus dem 18. Jahrhundert, aus einer südlich liegenden Scheune aus dem Jahr 1700 und Ställen. Diese Ställe wurden im 19. Jahrhundert erbaut. | 33892961 | BW   |
| Fümmelser Straße 31 52° 9′ 44″ N, 10° 29′ 11″ O | Stall       | Westlicher Stall | 33893671 | BW   |
| Fümmelser Straße 31 52° 9′ 43″ N, 10° 29′ 12″ O | Scheune     | | 33893316 | BW   |
| Fümmelser Straße 31 52° 9′ 44″ N, 10° 29′ 13″ O | Stall       | Östlicher Stall | 33894026 | BW   |

### Gruppe: Hofanlage Fümmelser Straße 64
Die Gruppe „Hofanlage Fümmelser Straße 64“ hat die ID 33863254.

| Lage                                            | Bezeichnung              | Beschreibung     | ID       | Bild |
| ----------------------------------------------- | ------------------------ | ---------------- | -------- | ---- |
| Fümmelser Straße 64 52° 9′ 44″ N, 10° 28′ 45″ O | Wohn-/Wirtschaftsgebäude |                  | 33892669 | BW   |
| Fümmelser Straße 64 52° 9′ 43″ N, 10° 28′ 45″ O | Stall                    | Westlicher Stall | 33893734 | BW   |
| Fümmelser Straße 64 52° 9′ 43″ N, 10° 28′ 46″ O | Stall                    | Südlicher Stall  | 33893379 | BW   |
| Fümmelser Straße 64 52° 9′ 43″ N, 10° 28′ 47″ O | Scheune                  |                  | 33893024 | BW   |

### Gruppe: Fümmelser Straße 66, 68/70, 72
Die Gruppe „Fümmelser Straße 66, 68/70, 72“ hat die ID 33863238.

| Lage                                               | Bezeichnung | Beschreibung | ID       | Bild |
| -------------------------------------------------- | ----------- | ------------ | -------- | ---- |
| Fümmelser Straße 66 52° 9′ 42″ N, 10° 28′ 44″ O    | Wohnhaus    |              | 33891851 | BW   |
| Fümmelser Straße 68/70 52° 9′ 41″ N, 10° 28′ 43″ O | Wohnhaus    |              | 33891872 | BW   |
| Fümmelser Straße 72 52° 9′ 41″ N, 10° 28′ 42″ O    | Wohnhaus    |              | 33891893 | BW   |

### Gruppe: Untere Dorfstraße 24
Die Gruppe „Untere Dorfstraße 24“ hat die ID 33863238.

| Lage                                             | Bezeichnung  | Beschreibung | ID       | Bild |
| ------------------------------------------------ | ------------ | ------------ | -------- | ---- |
| Untere Dorfstraße 24 52° 9′ 40″ N, 10° 28′ 58″ O | Wohnhaus     |              | 33892814 | BW   |
| Untere Dorfstraße 24 52° 9′ 40″ N, 10° 28′ 58″ O | Nebengebäude |              | 33893169 | BW   |

### Gruppe: Untere Dorfstraße
Die Gruppe „Untere Dorfstraße“ hat die ID 33863189.

| Lage                                             | Bezeichnung              | Beschreibung | ID       | Bild |
| ------------------------------------------------ | ------------------------ | ------------ | -------- | ---- |
| Untere Dorfstraße 45 52° 9′ 37″ N, 10° 28′ 43″ O | Wohnhaus                 |              | 33892982 | BW   |
| Untere Dorfstraße 45 52° 9′ 36″ N, 10° 28′ 42″ O | Scheune                  |              | 33894047 | BW   |
| Untere Dorfstraße 45 52° 9′ 36″ N, 10° 28′ 44″ O | Stall                    | Stall B      | 33893692 | BW   |
| Untere Dorfstraße 45 52° 9′ 37″ N, 10° 28′ 45″ O | Stall                    | Stall A      | 33893337 | BW   |
| Untere Dorfstraße 48 52° 9′ 37″ N, 10° 28′ 46″ O | Stall/Scheunengebäude    |              | 33893127 | BW   |
| Untere Dorfstraße 48 52° 9′ 38″ N, 10° 28′ 46″ O | Wohn-/Wirtschaftsgebäude |              | 33892772 | BW   |
| Untere Dorfstraße 46 52° 9′ 38″ N, 10° 28′ 48″ O | Wohn-/Wirtschaftsgebäude |              | 33892648 | BW   |
| Untere Dorfstraße 46 52° 9′ 37″ N, 10° 28′ 48″ O | Stall                    |              | 33893003 | BW   |
| Am Brüggeberge 6 52° 9′ 39″ N, 10° 28′ 49″ O     | Wohn-/Wirtschaftsgebäude |              | 33892731 | BW   |
| Am Brüggeberge 6a 52° 9′ 38″ N, 10° 28′ 50″ O    | Scheune                  |              | 33893086 | BW   |
| Untere Dorfstraße 41 52° 9′ 37″ N, 10° 28′ 50″ O | Wohn-/Wirtschaftsgebäude |              | 33892751 | BW   |
| Am Brüggeberge 1 52° 9′ 41″ N, 10° 29′ 1″ O      | Wohn-/Wirtschaftsgebäude |              | 33892711 | BW   |
| Untere Dorfstraße 40 52° 9′ 40″ N, 10° 29′ 2″ O  | Stall/Scheunengebäude    |              | 33893211 | BW   |
| Untere Dorfstraße 40 52° 9′ 40″ N, 10° 29′ 2″ O  | Wohn-/Wirtschaftsgebäude |              | 33892856 | BW   |
| Untere Dorfstraße 40 52° 9′ 41″ N, 10° 29′ 3″ O  | Remise                   |              | 33893566 | BW   |
| Untere Dorfstraße 38 52° 9′ 41″ N, 10° 29′ 4″ O  | Wohnhaus                 |              | 33892835 | BW   |
| Untere Dorfstraße 38 52° 9′ 41″ N, 10° 29′ 4″ O  | Untere Dorfstraße 38     |              | 33893190 | BW   |
| Untere Dorfstraße 36 52° 9′ 41″ N, 10° 29′ 6″ O  | Wohnhaus                 |              | 33892793 | BW   |
| Untere Dorfstraße 36 52° 9′ 42″ N, 10° 29′ 6″ O  | Scheune                  |              | 33893503 | BW   |
| Untere Dorfstraße 36 52° 9′ 42″ N, 10° 29′ 6″ O  | Stall                    |              | 33893148 | BW   |

### Gruppe: Untere Dorfstraße 23
Die Gruppe „Untere Dorfstraße 23“ hat die ID 33863657.

| Lage                                            | Bezeichnung              | Beschreibung | ID       | Bild |
| ----------------------------------------------- | ------------------------ | ------------ | -------- | ---- |
| Untere Dorfstraße 23 52° 9′ 40″ N, 10° 29′ 0″ O | Wohn-/Wirtschaftsgebäude |              | 33891720 | BW   |
| Untere Dorfstraße 23 52° 9′ 39″ N, 10° 29′ 0″ O | Stall                    |              | 33892103 | BW   |

### Gruppe: Untere Dorfstraße 21
Die Gruppe „Untere Dorfstraße 21“ hat die ID 33863222.

| Lage                                            | Bezeichnung | Beschreibung | ID       | Bild |
| ----------------------------------------------- | ----------- | ------------ | -------- | ---- |
| Untere Dorfstraße 21 52° 9′ 39″ N, 10° 29′ 2″ O | Wohnhaus    |              | 33892898 | BW   |
| Untere Dorfstraße 21 52° 9′ 38″ N, 10° 29′ 2″ O | Stall       | Stall A      | 33893608 | BW   |
| Untere Dorfstraße 21 52° 9′ 38″ N, 10° 29′ 2″ O | Scheune     |              | 33893963 | BW   |
| Untere Dorfstraße 21 52° 9′ 38″ N, 10° 29′ 3″ O | Scheune     |              | 33893253 | BW   |

### Einzelobjekte
| Lage                                             | Bezeichnung                  | Beschreibung | ID       | Bild |
| ------------------------------------------------ | ---------------------------- | --- | -------- | ---- |
| Fümmelser Straße 52° 9′ 45″ N, 10° 29′ 7″ O      | Kirche                       | Die evangelische Kirche wurde bereits im Mittelalter erbaut. Um das Jahr 1400 wurde ein Altarraum hinzugefügt. Weitere Erneuerungen und Veränderungen gab es in den Jahren 1566, 1800, 1881 und 1977. An der östlichen Chorwand befindet sich Reste eines gotischen Fenster, die übrigen Fenster sind wahrscheinlich beim Umbau im Jahre 1800 eingebaut worden. Die Kanzelaltarwand wurde in der zweiten Hälfte des 18. Jahrhunderts erstellt. Die Orgel wurde 1843 erbaut. | 33892391 |      |
| Fümmelser Straße 47 52° 9′ 42″ N, 10° 28′ 59″ O  | Schule                       | | 33892270 | BW   |
| Fümmelser Straße 55 52° 9′ 42″ N, 10° 28′ 54″ O  | Wohn-/Wirtschaftsgebäude     | | 33892290 | BW   |
| Fümmelser Straße 65 52° 9′ 41″ N, 10° 28′ 48″ O  | Schule                       | | 33892310 | BW   |
| Untere Dorfstraße 6 52° 9′ 42″ N, 10° 29′ 10″ O  | Wohn-/Wirtschaftsgebäude     | | 33892330 | BW   |
| Untere Dorfstraße 9 52° 9′ 38″ N, 10° 29′ 5″ O   | Wohn-/Wirtschaftsgebäude     | | 33892209 | BW   |
| Untere Dorfstraße 15 52° 9′ 41″ N, 10° 29′ 7″ O  | Wohn/Wirtschaftsgebäude      | | 33892370 | BW   |
| Untere Dorfstraße 20 52° 9′ 41″ N, 10° 29′ 0″ O  | Wohn/Wirtschaftsgebäude      | | 33892435 | BW   |
| Untere Dorfstraße 31 52° 9′ 38″ N, 10° 28′ 54″ O | Wohn- und Wirtschaftsgebäude | | 33892350 | BW   |

### Ehemalige Baudenkmale
| Lage                                            | Bezeichnung                  | Beschreibung | ID | Bild |
| ----------------------------------------------- | ---------------------------- | ------------ | -- | ---- |
| Fümmelser Straße 41 52° 9′ 42″ N, 10° 29′ 4″ O  | Wohn- und Wirtschaftsgebäude |              |    | BW   |
| Fümmelser Straße 58 52° 9′ 43″ N, 10° 28′ 53″ O | Wohn- und Wirtschaftsgebäude |              |    | BW   |
| Obere Dorfstraße 11 52° 9′ 47″ N, 10° 28′ 59″ O | Anbauerwesen                 |              |    | BW   |